# Pelicinus raveni
Espèce
Pelicinus raveni est une espèce d'araignées aranéomorphes de la famille des Oonopidae.

## Distribution
Cette espèce est endémique des Fidji. Elle se rencontre sur Viti Levu, sur Ovalau et sur Kandavu.

## Description
Le mâle holotype mesure 1,92 mm.

## Étymologie
Cette espèce est nommée en l'honneur de Robert John Raven.

## Publication originale
- Platnick, Dupérré, Ott, Baehr & Kranz-Baltensperger, 2012 : The Goblin Spider Genus Pelicinus (Araneae, Oonopidae), Part 1. American Museum Novitates, no 3741, p. 1-43 (texte intégral).